# كانون ستريت (محطة مترو أنفاق لندن)
كانون ستريت (بالإنجليزية: Cannon Street)‏ هي إحدى محطات مترو أنفاق لندن. تقع على خط ديستريكت وسيركيل أفتتحت في المنطقة (Zone) رقم 1 أفتتحت في 1 سبتمبر 1866، 6 أكتوبر 1884.